# Юаса, Масааки
Масааки Юаса (яп. 湯浅 政明 Юаса Масааки, род. 16 марта 1965) — японский аниматор, сценарист, режиссёр. В 2014 он основал студию анимации Science Saru и стал её руководителем, а в 2020 ушёл с этого поста в отставку. В 2025 году он соосновал и стал руководителем студии ame pippin.

## Работы

### Режиссёр
- Mind Game (2004) — режиссёр, сценарист, дизайн персонажей
- Kemonozume (2006) — режиссёр-постановщик, сценарии эпизодов, раскадровка, ключевая анимация
- Genius Party (2008) — режиссёр части Happy Machine
- Kaiba (2008) — режиссёр-постановщик, раскадровка, сценарии и режиссура эпизодов
- The Tatami Galaxy (2010) — режиссёр-постановщик, сценарист, раскадровка, режиссура эпизодов
- Kick-Heart (2013) — режиссёр[4]
- Ping Pong: The Animation (2014) — режиссёр-постановщик, сценарист, раскадровка
- «Время приключений» (2014) — режиссёр, сценарист эпизода, раскадровка (эпизод Food Chain 6 сезона)
- Space Dandy (2014) — режиссёр, сценарист, ответственный за анимацию и раскадровку 16 эпизода Slow and Steady Wins the Race, Baby
- The Night Is Short, Walk On Girl (2017) — режиссёр-постановщик
- Lu Over the Wall (2017) — режиссёр-постановщик и сценарист
- Devilman: Crybaby (2018) — режиссёр-постановщик
- «На твоей волне» (2019) — режиссёр-постановщик
- Super Shiro (2019—2020) — режиссёр-постановщик
- Keep Your Hands Off Eizouken! (2020) — режиссёр-постановщик
- Nihon Chinbotsu 2020 (2020) — режиссёр-постановщик
- «Ину-о: Рождение легенды» (2021) — режиссёр-постановщик[5]

### Прочее
- Chibi Maruko-chan (1990) — анимация опенинга и эндинга (первый сезон)
- Crayon Shin-chan (1992) — анимация опенинга (5 и 6 сезоны) и эндинга (3 и 4 сезоны), режиссёр анимации 48, 126, 260, 291 эпизодов
- The Hakkenden (1994) — режиссёр анимации 10 эпизода, Hamaji’s Resurrection (浜路再臨)
- Onkyo Seimeitai Noiseman (1997) — режиссёр анимации, дизайн персонажей
- «Мои соседи Ямада» (1999) — анимация
- Cat Soup (2001) — продюсер анимации, сценарий, планирование
- Kujiratori (2001) — дизайн персонажей
- «Самурай Чамплу» (2004) — анимация 9 эпизода
- Welcome to The Space Show (2010) — вступительные титры The Space Show
- «Вакфу» (2010) — дизайн персонажей особого эпизода Noximilien

## Награды
- Lu over the Wall — Лучший полнометражный мультфильм (2017), фестиваль Анси

- Kick-Heart — Лучший короткометражный мультфильм (2013), Fantasy Festival

- Mind Game — Приз имени Нобуро Офудзи (2005)

- «На твоей волне» — Лучший анимационный фильм (2019), Шанхайский кинофестиваль

- «На твоей волне» — Лучший анимационный фильм (2019), Кинофестиваль в Сиджесе